# كراش بانديكوت (سلسلة)
كراش بانديكوت (بالإنجليزية: Crash Bandicoot)‏ هي سلسلة ألعاب فيديو أمريكية شهيرة تنشر بواسطة أكتيفجن، بعد أن طورتها نوتي دوغ، ووزعتها سوني كمبيوتر إنترتينمنت. أنشئت في البداية بواسطة أندي غافن وجايسون روبين، طورت السلسلة في أول سنواتها الأربع بواسطة شركة ألعاب الفيديو نوتي دوغ. بعد ذلك أعطيت السلسلة لمطورين مختلفين. أصدرت 18 لعبة من السلسلة مع نهاية 2010.
تدور أغلب القصص من السلسلة في جزر وومبا الخيالية، وهي أرخبيل واقع في جنوبي أستراليا، على الرغم من أماكن شائعة. الألعاب الرئيسية في هذه السلسلة هي إلى حد كبير للألعاب المنزلية، لكن هناك العديد من الأنواع المختلفة للعبة. بطل السلسلة بندقوط مقلم شرقي يسمى كراش، الذي يعيش في جزر وومبا وغالبا مايضايقه عدوه الرئيسي دكتور نيو كورتيكس، الذي صنع كراش ويريد الآن القضاء عليه وزواله . عادة ماتكون مهمة كراش هزيمة كورتيكس واحباط أي خطة للسيطرة على العالم قد تكون لديه.
حققت هذه السلسلة نجاحاً تجارياًّ، وبيع ما يقرب من 50 مليون وحدة في جميع أنحاء العالم. أول لعبة طورت كانت عام 1996، على جهاز الـبلاي ستيشن، وهي كراش بنديكوت 1. Party

## الشخصيات الأساسية

### أبطال السلسلة
- كراش بانديكوت
- كوكو بانديكوت
- كرانش بانديكوت
- بولار
- بورا
- أكو أكو

### الأعداء الرئيسيون
- دكتور نيو كورتيكس
- دكتور إن. جين
- نينا كورتيكس
- دكتور نيترس بريو
- أوكا أوكا
- تايني تايغر
- دينغودايل
- دكتور نيفاريوس تروبي

## الأجزاء

### السلسلة الرئيسية
- كراش بانديكوت (1996)
- كراش بانديكوت 2: كورتكس سترايكس باك (1997)
- كراش بانديكوت 3: واربد (1998)
- كراش بانديكوت: ذا راث أوف كورتكس (2001)
- كراش توين سانيتي (2004)
- كراش أوف ذا تايتنز (2007)
- كراش: مايند أوفر ميوتنت (2008)
- كراش بانديكوت إن. سين تريلوجي (2017)
- كراش بانديكوت 4: إتز أباوت تايم (2020)[4]

### ألعاب السباق
- كراش تيم رسينغ (1999)
- كراش نيترو كارت (2003)
- كراش تاج تيم ريسينغ (2005)
- كراش تيم رايسنغ نايترو-فيولد (2019)

### ألعاب الإحتفال
- كراش باش (2000)
- كراش بوم بانغ! (2006)
- كراش تيم رامبل (2023)

### ألعاب أخرى
- كراش بانديكوت: ذا هيوج أدفنشر (2002)
- كراش بانديكوت 2: إن-ترانسد (2003)
- سبايرو البرتقالي: مؤامرة كورتكس (2004)
- كراش بانديكوت: أون ذا رن! (2021)[5]

## الأجهزة التي ظهر عليها
- بلاي ستيشن
- بلاي ستيشن 2
- بلاي ستيشن 3
- بلاي ستيشن 4
- بلاي ستيشن 5
- بلاي ستيشن بورتبل
- إكس بوكس
- إكس بوكس 360
- إكس بوكس ون
- إكس بوكس سيريس إكس/إس
- نينتندو جيم كيوب
- وي
- جيم بوي أدفانس
- نينتندو دي إس
- نينتندو سويتش